# ساندور كولكسار
ساندور كولكسار (بالمجرية: Kulcsár Sándor)‏ (بالرومانية: Sándor Kulcsár)‏ هو لاعب كرة قدم روماني ومجري في مركز الهجوم، ولد في 16 يوليو 1965 في أوراديا في رومانيا. لعب مع نادي بكسكابا 1912 إلوره.

## وصلات خارجية
- ساندور كولكسار على موقع قاعدة بيانات كرة القدم.إي يو (الإنجليزية)
- ساندور كولكسار على موقع عالم كرة القدم.نت (الإنجليزية)